# الوطن
الوطن (به انگلیسی: El Watan) یک روزنامه الجزایری است که به زبان فرانسوی منتشر می‌شود.
این روزنامه در سال ۱۹۹۱ میلادی پایه‌گذاری شد و بعد از روزنامه خبر و الشروق رتبه سوم را از لحاظ تیراژ به خود اختصاص داده است